# Gran Premi de l'Écho d'Alger
El Gran Premi de l'Écho d'Alger (en francès Grand Prix de l'Écho d'Alger) és una antiga cursa ciclista que es disputà a 
l'Algèria, en aquells any territori francès. La cursa era organitzada pel diari L'Écho d'Alger.
Entre 1929 i 1936 la cursa es disputa sota el format de cursa per etapes.

## Palmarès
| Any  | Vencedor           | Segon               | Tercer               |
| ---- | ------------------ | ------------------- | -------------------- |
| 1928 | Paul Filliat       | J. Saurin           | P. Heilles           |
| 1929 | Léon Fichot        | Paul Filliat        | J.B. Cassan          |
| 1930 | Ernest Neuhard     | Julien Moineau      | Antonin Magne        |
| 1931 | Albert Büchi       | Léon Fichot         | André Djillali       |
| 1932 | Pierre Magne       | Marcel Colleu       | Antonin Magne        |
| 1933 | Roger Lapébie      | André Godinat       | Georges Vey          |
| 1934 | Luciano Montero    | Lucien Weiss        | Marcel Blanchon      |
| 1935 | Maurice Archambaud | André Vanderdonckt  | André Deforge        |
| 1936 | Georges Speicher   | Raymond Louviot     | Demetrio Vicente     |
| 1937 | Demetrio Vicente   | Lucien Lauk         | Amédée Fournier      |
| 1938 | Jules Rossi        | Raoul Lesueur       | Julián Berrendero    |
| 1939 | Fabien Galateau    | Paul Maye           | Raymond Louviot      |
| 1947 | Maurice de Muer    | Robert Chapatte     | A. o J. Orosco       |
| 1948 | Roger Queugnet     | Édouard Fachleitner | Victor Pernac        |
| 1949 | José Beyaert       | Roger Lambrecht     | Camille Danguillaume |
| 1950 | Louison Bobet      | André Mahé          | Ange Le Strat        |
| 1951 | André Mahé         | André Darrigade     | Maurice Diot         |
| 1952 | Bernard Gauthier   | Maurice Diot        | Attilio Redolfi      |
| 1953 | Pierre Michel      | Jacques Dupont      | Antonin Rolland      |
| 1954 | Raoul Rémy         | Bernard Gauthier    | Louison Bobet        |
| 1955 | André Darrigade    | Jean Forestier      | Antonin Rolland      |
| 1956 | Seamus Elliott     | André Darrigade     | Bernard Gauthier     |